# William Burnside
William Burnside, född 2 juli 1852, död 21 augusti 1927, var en engelsk matematiker känd för sina bidrag till ändlig gruppteori.
Burnside fick sin utbildning vid universitetet i Cambridge, där han även föreläste i 10 år innan han blev professor vid Royal Naval College, Cambridge. Burnsides tidiga arbete var inom tillämpad matematik, vilket ledde till att han blev invald i Royal Society 1893, då han började studera ändliga grupper.
Burnside arbetade framförallt med grupprepresentation, där han utvecklade mycket av den grundläggande teorin som kompletterade Georg Frobenius verk. Bland de mest kända resultaten är Frobenius sats. 1897 publicerade Burnside sin bok Theory of Groups of Finite Order som var ett standardverk inom fältet i flera decennier. I boken presenterade han bland annat Burnsides lemma, men resultatet hade tidigare upptäckts av Frobenius och Cauchy.